# Pentyne
Le pentyne est un type d'hydrocarbure de formule chimique C5H8 appartenant à la famille des alcynes, c'est-à- dire qui présente une triple liaison carbone-carbone. Cette triple liaison peut commencer sur le carbone un ou deux ce qui produit, en ce qui concerne les pentynes non ramifiés, deux isomères de position le pent-1-yne et le pent-2-yne.